# Assalto ao trem pagador de Pinheiro Preto
O assalto ao trem pagador de Pinheiro Preto foi um crime ocorrido no Brasil, no quilômetro 152 da ferrovia EFSPRG, em 24 de outubro de 1909, na localidade de Pinheiro Preto, estado de Santa Catarina.

## História
No ano de 1887 o governo imperial solicita um projeto de uma estrada de ferro com a intenção de ligar Itararé (SP) a Santa Maria (RS) e assim interligar as províncias de São Paulo, Paraná, Santa Catarina e Rio Grande do Sul e também de facilitar a ligação do interior destas províncias com a cidade do Rio de Janeiro. Ao longo do tempo este projeto começa a ganhar forma através de várias concessões de trechos e empresas e é em 1908 que Percival Farquhar assumiu a concessão da Companhia Estrada de Ferro São Paulo Rio Grande, e assim integra à holding Brazil Railway Company.
Com a administração da obra agora a cargo do norte americano, a estrada e fatiada, para a sua construção, e entregue para empreiteiros locais. Para executar tão árdua tarefa, Farquhar recruta mais de 8.000 trabalhadores braçais vindo de São Paulo, Rio de Janeiro, do Nordeste e também do exterior e dentre estes trabalhadores estão estivadores e ex-detentos. A responsabilidade de pagamento destes trabalhadores, a partir deste momento, passa a ser dos empreiteiros.
Um destes empreiteiros é José Antônio de Oliveira, conhecido como Zeca Vacariano, que possui um armazém na localidade que mais tarde será a cidade de Pinheiro Preto. Zeca contrata dois trechos de trilho e ao término destes trechos o empreiteiro, por má administração, não tem dinheiro para honrar os salários de seus trabalhadores. Com a pressão para os acertos com os trabalhadores e tendo conhecimento da forma como a companhia executa o pagamento dos demais empreiteiros, Vacariano arquiteta o que é considerado o primeiro registro, no Brasil, de um assalto a um trem pagador. De armas em mãos, juntamente com alguns comparsas, Vacariano fica de tocaia em frente ao seu armazém, aguardando a comitiva pagadora formada pelo responsável da companhia, Henrique Jorge Baroni, o engenheiro Ernesto Kayser e os seguranças Lino Ferreira, Menezes e Guilherme.
O trem pagador deixa o malote com o pagamento dos empreiteiros, no valor de 375:300$000 (trezentos e setenta e cinco contos e trezentos réis - montante que na época representava cerca de 15% da arrecadação anual do tesouro do estado), no escritório da companhia na cidade de Ponta Grossa, na segunda quinzena de outubro de 1909 a assim o restante do percurso seria cumprido no lombo de mulas, pois o trecho não estava liberado para a passagem das máquinas.
Na manhã do dia 24 de outubro de 1909, quando a comitiva passava em frente do armazém de Zeca Vacariano, no então km 152 da estrada EFSPRG (Estrada de Ferro São Paulo-Rio Grande), atual km 208 do trecho União da Vitória-Rio Uruguai, sofre a emboscada. Ao final do tiroteio os três seguranças estavam mortos e o administrador, Jorge Baroni, ferido; Kaiser conseguiu fugir ileso. Ao se apoderar do dinheiro, Zeca e seu bando, com aproximadamente 27 jagunços, se embrenharam na espessa mata que cobria a região. Foram perseguidos por alguns dias pela força policial formadas por tropas federais e estaduais, porém, só houve uma prisão, enquanto o restante do bando e Zeca Vacariano nunca mais foram visto na região.
No julgamento do único preso houve a absolvição do mesmo por falta de provas.
No local do roubo, atualmente, existe uma cruz que foi levantada para homenagear os mortos no assalto. Esta cruz é chamada de “Cruz do Vacariano” e faz parte das atrações turísticas da cidade de Pinheiro Preto.
Quanto a Zeca Vacariano e seu bando existem informações desencontradas que dão conta que o mesmo fugiu para outro país ou que se instalou, por alguns anos, na região as margens do Rio Uruguai aonde hoje é a cidade catarinense de Mondaí, que em língua indígena, mondahy, significa rio de ladrões; e que na passagem da Coluna Prestes pela região todo o grupo bateu em retirada. O certo é que Zeca Vacariano nunca foi preso pelo assalto ao trem pagador em Pinheiro Preto.

## Representações na cultura

### Televisão
- Trem Pagador, de Marcus Werneck, apresentado no quadro "Casos e Causos" do programa Revista RPC (30 de agosto de 2009).

### Cinema
- 1º Assalto ao Trem Pagador, de Ernoy Matiello.[4][5]